# TAI T925
 (décembre 2023).
Le TAI T925 est un prototype d'hélicoptère civil multi rôle, en cours de développement par Turkish Aerospace Industries (TAI). Dévoilé pour la première fois au public lors du Salon de Bourget à Paris en juin 2023.

## Hélicoptère civil multi rôle
Destiné à des missions variées, le T925 a pour but d'exceller dans des domaines tels que les opérations offshore, les missions d'ambulance aérienne et de transport VIP. Son modèle plus petit, le TAI T625 Gökbey, a déjà effectué son premier vol et est en cours de certification. Le TAI T625 est surnommé Gökbey, un titre attribué par le président turc Recep Tayyip Erdogan lors de son vol inaugural. Cette tradition de baptiser les aéronefs sera également suivie pour le TAI T925, dont le premier vol est programmé pour mai 2024.
Selon Temel Kotil (en), PDG de Turkish Aerospace Industries, la mise en service est programmée pour 2025, avec les premières livraisons prévues en 2026. La Direction générale des forêts de la Turquie sera le premier opérateur du TAI T925. En vertu de l'accord, Turkish Aerospace Industries livrera huit hélicoptères ayant une capacité de transport d'eau de quatre tonnes en 2026.

## Problème de motorisation
En raison des complications liées à la guerre en Ukraine et en Russie, l'approvisionnement en moteurs ukrainiens pour le TAI T925 est compromis. Afin de pallier cette situation, Turkish Aerospace Industries travaille en collaboration avec Tusaş Engine Industries pour développer un moteur spécifiquement au TAI T925. Bien que la turbine TEI TS1400, utilisée dans le TAI T625, ait été produite avec succès par Tusaş Engine Industries, elle se révèle insuffisante pour le TAI T925 en raison de sa masse importante (11 500 kg masse maximale au décollage). Ainsi, une turbine plus puissante doit être développée pour le TAI T925, en cas de non disponibilité des moteurs ukrainiens. Le constructeur ukrainien est censé assurer également la fourniture de la boîte de transmission principale, du rotor anti couple, des pales du rotor, ainsi que des systèmes de commandes de vol.

## Caractéristiques clés
Le moteur Klimov TV3-117, introduit en 1974, est une turbine dont la puissance unitaire atteint 2 230 ch, il est utilisé sur divers hélicoptères russes, notamment le Mil Mi-24. Elle bénéficie d'une excellente réputation et d'une grande fiabilité, ayant accumulé un total de 16 millions d'heures de fonctionnement et été vendue à 25 000 exemplaires. Avec une masse de 294 kg et une longueur de 2,06 mètres, le moteur Klimov TV3-117 offre un équilibre optimal entre performance et encombrement réduit.
L'hélicoptère TAI T925 peut atteindre une vitesse maximale de 319 km/h, impressionnant vu le gabarit et la masse de l'appareil. Grâce à son plafond opérationnel de 6 100 mètres, le TAI T925 est capable de voler à des altitudes élevées, offrant une polyvalence pour diverses missions. Avec une endurance de 3 heures (configuration moteur Klimov TV3-117), l'hélicoptère TAI T925 peut rester en vol pendant des périodes prolongées. Avec la conception d'un moteur de dernière génération par le motoriste Tusaş Engine Industries et l'extension des réservoirs de carburants, le TAI T925 pourrait rester plus longtemps en vol. En revanche, le rayon d'action se limite à 370 km. En comparaison, le Mil Mi-17 qui est plus lourd, affiche une autonomie plus séduisante de 950 km.
Le volet avionique de l'hélicoptère TAI T925 est fabriqué par TAI, ASELSAN et STM (en). ASELSAN et STM ont déjà démontré leur expertise et leur succès dans le domaine, notamment grâce à leur contribution au développement réussi du TAI T625 GOKBEY,,.

## Spécificités
Le TAI T925 dispose d'une rampe située à l'arrière de son fuselage, favorisant un chargement rapide du personnel et du matériel, tels qu'une mini jeep et un canon.
Il est également équipé d'un système de repliage des pales, une caractéristique essentielle pour permettre son appontage sur des porte-avions.

## Stratégie d'expansion internationale et diversification de la gamme TAI
L'objectif principal du TAI T925 ne se limite pas à une utilisation nationale, mais englobe également une expansion à l'international, visant ainsi à réaliser des ventes à l'étranger et à générer un chiffre d'affaires significatif. TAI, fort de ses 6 000 ingénieurs et 6 000 techniciens, a entrepris un recrutement massif, ajoutant 1 000 personnes à son effectif au cours de l'année 2023.
La gamme d'hélicoptères civils de TAI comprend actuellement deux catégories distinctes. D'une part, le TAI T625 Gokbey, d'un poids de 6 tonnes, transportant 12 passagers. D'autre part, le TAI T925, un hélicoptère d'environ 12 tonnes pouvant transporter vingt passagers. L'objectif stratégique est de diversifier davantage cette gamme en proposant des hélicoptères semi-lourds et lourds en biturbine. Il convient de mentionner que TAI n'a pas évoqué la possibilité de développer, à l'avenir, un hélicoptère de catégorie plus légère, équipé d'une seule turbine, pesant moins de trois tonnes.